# День свободы вероисповедания
День свободы вероисповедания (англ. National Religious Freedom Day) — национальный праздник в США.
Ежегодно 16 января отмечается принятие Генеральной Ассамблеей Вирджинии в 1786 году Билля о религиозной свободе авторства Томаса Джефферсона. Этот законодательный акт стал основой для создания Первой поправки к Конституции США и привёл к свободе религии для всех американцев.
День свободы вероисповедания официально провозглашён 16 января. В этот день президент США выступает перед гражданами с обращением, в котором призывает отметить праздник и вспомнить, что вне зависимости от их веры, все люди должны иметь точки соприкосновения и стремиться понять друг друга.